# Cavalcata (album)
Cavalcata è un EP in vinile degli Eterea Post Bong Band, registrato al Fiscerprais di Alessandria e pubblicato nel 2009 dalla Trovarobato e co-prodotto dal dj umbro Ricky L.

## Il disco
Stampato singolarmente solo in vinile, in Cavalcata ci sono quattro pezzi di musica strumentale, con archi ma anche chitarre e sintetizzatori. Contiene nel primo lato la traccia Cavalcata pt.1 di EPYKS 1.0 in due versioni, di cui una è un rimontaggio del dj Ricky L (resident del Red Zone club) creato fondendo parti del pezzo originale e parti di Cavalcata pt.2, sempre contenuta in EPYKS 1.0. Nel secondo lato c'è Brucaliffi, basato sulla canzone delle vocali del Brucaliffo di Alice nel Paese delle Meraviglie, e Bada ai lamenti, tratta da La chiave del 20, in cui gli Eterea immaginano una continuazione del tema di I segreti di Twin Peaks.
Le grafiche sono state curate da Michele "Stra" Marchetti, tastierista degli Amor Fou.

## La critica
Nel numero 138 di Blow Up, Christian Zingales ha definito il vinile un oggetto "culto". Cavalcata pt.1 in particolare è diventata molto nota nelle discoteche dell'Umbria, grazie all'intensa programmazione di Ricky L. Bob Rifo dei Bloody Beetroots ha suonato Cavalcata pt.1 in un dj set al festival Coachella.

## Uscita digitale
Nel dicembre 2012 la Trovarobato ha pubblicato una versione digitale di Cavalcata EP creata importando il vinile e adattandolo al formato MP3.

## Tracce

### Lato A
1. Cavalcata pt.1
2. Cavalcata (Ricky L extended version)

### Lato B
1. Brucaliffi
2. Scle-trance (Bada Ai Lamenti)